# Trilochites biformatus
Trilochites biformatus is een mosdiertjessoort uit de familie van de Hippopodinidae. De wetenschappelijke naam van de soort is, als Escharoides biformata, voor het eerst geldig gepubliceerd in 1904 door Waters.